# Burton-cum-Walden
Burton-cum-Walden – civil parish w Anglii, w North Yorkshire, w dystrykcie (unitary authority) North Yorkshire. W 2011 civil parish liczyła 303 mieszkańców.